# Una folle estate
Una folle estate (One Crazy Summer) è un film del 1986, diretto da Savage Steve Holland.

## Trama
Un disegnatore di fumetti sta cercando di trovare l'ispirazione per creare una storia d'amore a fumetti. Durante una vacanza sull'isola di Nantucket, nel New England, incontra una ragazza di nome Cassandra nella quale ripone la speranza di ritrovare la vena creativa perduta.